# Heinz Kirchmair
Heinz Kirchmair (* 16. Februar 1960 in Innsbruck) ist ein österreichischer Politiker (ÖVP) und Gewerkschafter. Seit 2013 ist er Abgeordneter zum Tiroler Landtag.

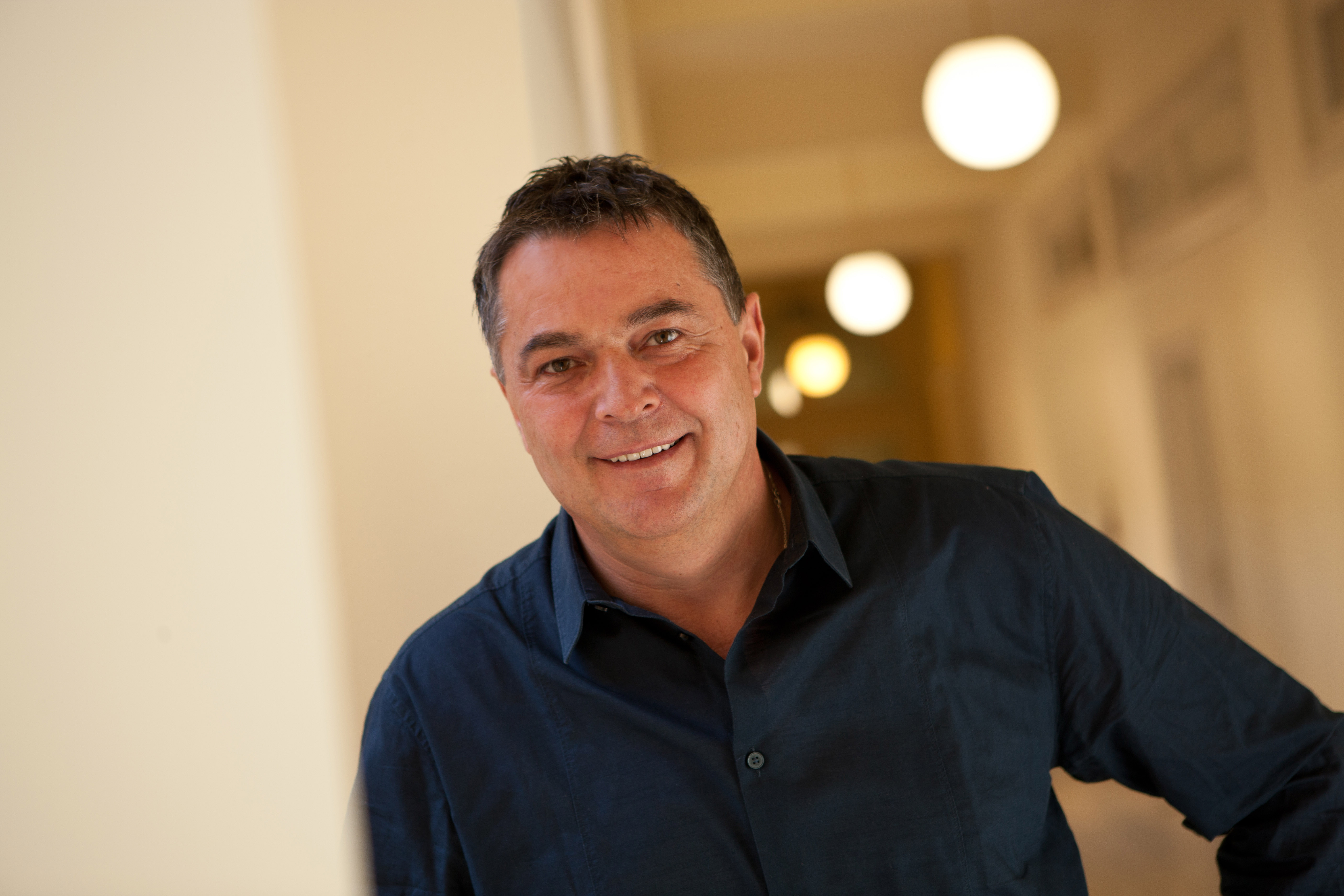
Heinz Kirchmair

## Ausbildung und Beruf
Kirchmair besuchte zunächst die Volksschule in Polling und absolvierte danach die Hauptschule in der Gemeinde Zirl. Er erlernte ab 1975 den Beruf des Tischlers und schloss seine Lehre ab, wobei er in der Folge bis zum Jahr 1983 im erlernten Beruf arbeitete, 1983 trat er schließlich in den Dienst der Österreichischen Post.

## Politik und Funktionen
Bei seinem Arbeitgeber, der Österreichischen Post, engagierte sich Kirchmair ab 1989 in verschiedensten Funktionen als Personalvertreter der Fraktion Christlicher Gewerkschafter. Er folgte im Jahr 2009 Erwin Zangerl als Vorsitzender der Personalvertretung für Tirol und Vorarlberg sowie als Landesvorsitzender der Gewerkschaft für Post- und Fernmeldebedienstete (GPF) in Tirol nach und übernahm damit die Vertretung von rund 5000 Postbediensteten (Aktive und Pensionisten) in Tirol sowie weiteren rund 900 Bediensteten in Vorarlberg. Bei der Landtagswahl 2013 trat Kirchmair für die ÖVP an und wurde auf dem dritten Platz der ÖVP-Landesliste gereiht. In der Folge am 24. Mai 2013 als Abgeordneter zum Tiroler Landtag angelobt, zudem übernahm er von Andreas Köll im Mai 2013 den Vorsitz der Arbeitsgemeinschaft AAB im Tiroler Landtag. Als seine politischen Schwerpunkte nennt Kirchmair die Themen Arbeit, Beschäftigung und „Gerechtigkeit“.
Heinz Kirchmair wurde am 16. November 2017 von der Stadtparteileitung der Innsbrucker Volkspartei als einer von 12 Kandidaten des Bezirks Innsbruck-Stadt für die Landtagswahl 2018 nominiert.

## Privates
Kirchmair wuchs in Polling am Hof einer kleinen Landwirtschaft zusammen mit fünf Geschwistern auf. Er ist geschieden und Vater eines Sohnes und einer Tochter. Er engagiert sich seit zwei Jahrzehnten als Obmann des Tiroler Walliser Ziegenzuchtvereines und ist zudem Vorstandsmitglied des Tiroler Ziegenzuchtverbandes. Als weitere Hobbys gibt Kirchmaier Wandern und Skifahren an.